# Станишино (Тверская область)
Станишино — деревня в Старицком районе Тверской области, входит в состав сельского поселения «Паньково». 

## География
Деревня расположена в 32 км на северо-восток от центра поселения деревни Паньково и в 46 км на северо-восток от города Старица. 

## История
Изначально в селе церковь была деревянной, построена в 1734 году во имя святого пророка Илии. В 1862 году была построена каменная церковь Христорождественская. Имела 4 престола: в холодной — средний Рождества Христова, правый — пророка Илии, левый — Сергия Радонежского, теплый — Грузинской Божией Матери. Потом появился пятый престол — во имя Богоявления Господня. В 1935 году церковь была закрыта и использовалась колхозом под зернохранилище. 
В конце XIX — начале XX века село входило в состав Иверовской волости Старицкого уезда Тверской губернии. 
С 1929 года деревня являлась центром Станишинского сельсовета Емельяновского района Ржевского округа Западной области, с 1935 года — в составе Калининской области, с 1956 года — в составе Старицкого района, с 1994 года — в составе Бродского сельского округа, с 2005 года — в составе Васильевского сельского поселения, с 2012 года — в составе сельского поселения «Паньково».

## Население
| 1859 | 1886 | 2002 | 2010 |
| ---- | ---- | ---- | ---- |
| 659  | ↗826 | ↘40  | ↘31  |

## Достопримечательности
В деревне расположена недействующая Церковь Рождества Христова (1862).

## Известные люди
В деревне родился участник Великой Отечественной войны Герой Советского Союза Сергей Дмитриевич Логинов (1908—1992).